# Розен, Роман Романович
Барон Рома́н Рома́нович Ро́зен (12 (24) февраля 1847, Ревель — 31 декабря 1921, Нью-Йорк) — русский дипломат, тайный советник, гофмейстер императорского двора.

## Биография
Сын статского советника, Эстляндского вице-губернатора барона Романа Романовича (Robert Gottlieb) фон Розена (1790—?) и Елизаветы Захаровны Сухановой, помимо него в семье было троё сыновей: Виктор, Александр и Григорий.
Учился в Домской школе в Ревеле, затем в Дерптском университете (Тарту, Эстония) и Петербургском училище правоведения.
Службу начал в июне 1868 года в чине коллежского секретаря в Министерстве иностранных дел. В 1872—1875 гг. — вице-консул в Иокогаме, затем секретарь посольства (1877—1879) и поверенный в делах в Токио (1879—1883); в 1884—1890 гг. — генеральный консул в Нью-Йорке.
В апреле 1890 года произведён в действительные статские советники.
Посланник и полномочный министр в Мексике (1890—1895), Сербии (1895—1897), Японии (1897—1899), Баварии (1899—1901), Греции (1901—1902) и США (1905—1911).
В Японии, 12 апреля 1898 года подписал с министром иностранных дел страны бароном Ниси протокол по корейскому вопросу (Протокол Ниси — Розена).
В апреле 1903 года был пожалован в гофмейстеры Высочайшего Двора. В 1903 году снова был назначен послом в Японию. Предсказывал неизбежность вооружённого конфликта с Японией и, учитывая её силы, настаивал на увеличении русских гарнизонов в Маньчжурии и на укреплении Порт-Артура. Летом 1903 года рекомендовал взять Маньчжурию «под наш протекторат», поскольку усилилось проникновение туда японцев. Хотя Розен получал в ответ на свои предупреждения резкие резолюции из министерства, вроде: «Не теряйте из виду, что Маньчжурия не входит в сферу вашей компетенции», он продолжал настойчиво советовать пойти на уступки японцам в Корее, с тем чтобы упрочить положение России в Маньчжурии.
Когда началась война, Розен покинул Японию и был назначен послом в США. В 1905 году во время мирных переговоров в Портсмуте был вторым уполномоченным России. Активного участия в переговорах он, однако, не принимал. С. Ю. Витте писал по этому поводу: «он человек воспитанный, вполне джентльмен, не принимая сколько бы то ни было активного участия в переговорах, оказывал мне во всем полное содействие».
В августе 1911 года назначен в состав Государственного совета, состоял там присутствующим членом.
Предсказал, что союз России с Францией и Англией неминуемо вовлечёт её в войну с Германией, последствия которой, даже в случае поражения немцев, будут для России неблагоприятны.
В 1916 году в составе думской делегации ездил в Лондон, Париж и Рим. Иностранная печать в последние дни Временного правительства называла Розена кандидатом в министры иностранных дел.
В 1918 году в Москве принадлежал к числу открытых германофилов, готовых всем пожертвовать, лишь бы немцы освободили от большевиков.
После революции эмигрировал в США. Сотрудничал в еженедельном журнале The Saturday Evening Post, где печатал свои мемуары «40 лет в дипломатии». Погиб, попав 31 декабря 1921 года в Нью-Йорке под автобус.
Был женат на Елизавете Алексеевне Одинцовой; дочь Елизавета.

## Награды
- орден Святого Станислава 1-й ст. (1894)
- орден Святой Анны 1-й ст. (1898)
- орден Святого Владимира 2-й ст. (1900)
- орден Белого орла (1907)
- орден Святого Александра Невского (1911)
- знак отличия за XL лет беспорочной службы
- медаль «В память царствования императора Александра III»
- медаль «В память 300-летия царствования дома Романовых»

Иностранные:
- персидский орден Льва и Солнца 3-й ст. (1873)
- черногорский орден Князя Даниила I 4-й ст. (1874)
- кавалерский крест ордена Данеброг (1879)
- сербский орден Такова 1-й ст. (1897)
- японский орден Восходящего солнца 1-й ст. (1899)
- баварский Большой крест ордена Заслуг Святого Михаила (1901)
- греческий Большой крест ордена Спасителя (1903)

## Сочинения
- Европейская политика России. — Петроград, 1917. — 40 с.
- Барон Роман Розенъ. Миръ или Война во чтобы то ни стало? Промедление Времени смерти безвозвратной подобно. — Петроград: Склад издания «Парус»,1917.
- Forty years of Diplomacy. — George Allen & Unwin ltd. 1922.